# Suprema (comida)

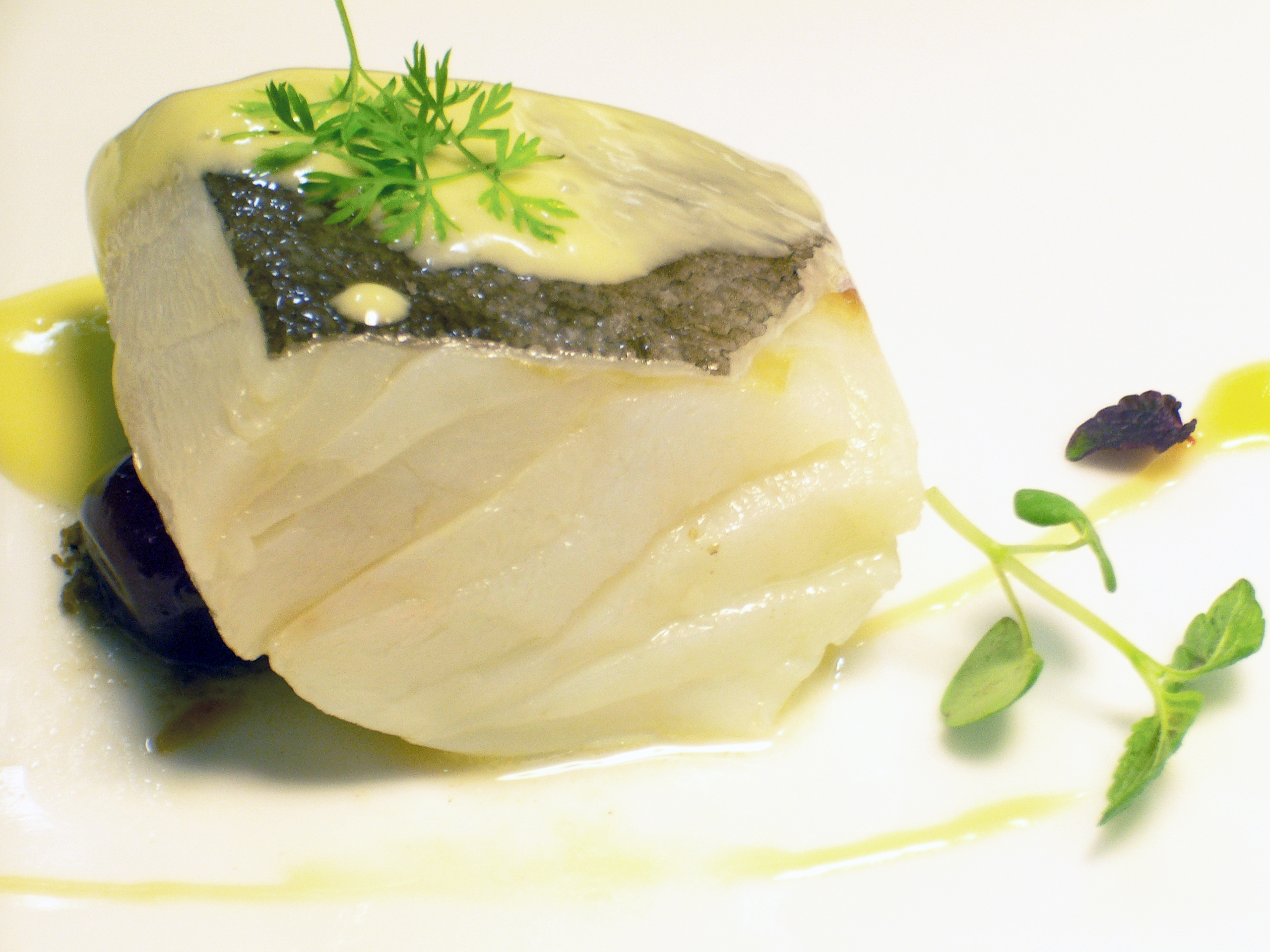
Una suprema de bacalao con una salsa de eneldo.

Una suprema es un tipo de corte de pescado que generalmente se ha realizado evitando que tenga espinas. Dependiendo de la realización culinaria puede ir con o sin piel. Se obtiene una vez separados los lomos del pescado. Generalmente es una porción que posee forma rectangular. Se suelen obtener supremas de pescados que poseen lomos de gran calibre como puede ser la merluza, el bacalao, el atún, etcétera. Por regla general se sirven en raciones, de tal forma que una suprema se encuentre entre los 150 y 175 gramos por persona.
En Argentina  (salvo en Córdoba), una suprema hace referencia a una milanesa de pollo.